# Knut Thomassen
Knut Thomassen (Stavanger, 17 de julio de 1921 - 20 de enero de 2002) fue un actor y director de teatro noruego.

## Biografía
Knut Thomassen era hijo de los actores Ingebjørg Klafstad y Thomas Thomassen. Este último era director de teatro en Stavanger cuando nació Knut. La familia se mudó a Oslo (entonces Kristiania) cuando Thomas Thomassen fue contratado como director en el Nationaltheatret, y luego a Bergen cuando Thomassen fue contratado como director en Den Nationale Scene. Por lo tanto, Knut Thomassen pasó su primera infancia en Oslo y Bergen. En 1931, su padre fue contratado en Det Nye Teater, y la familia se trasladó de nuevo a Oslo.

## Carrera
Comenzó como actor en el Det Nye Teater de Oslo en 1939, mientras aún era estudiante de secundaria. En 1941 se graduó de la escuela secundaria y comenzó como aprendiz de actor en Det Nye Teater, al mismo tiempo que estudiaba filología en la Universidad de Oslo. Cuando los teatros fueron cerrados durante la guerra, huyó a Inglaterra.

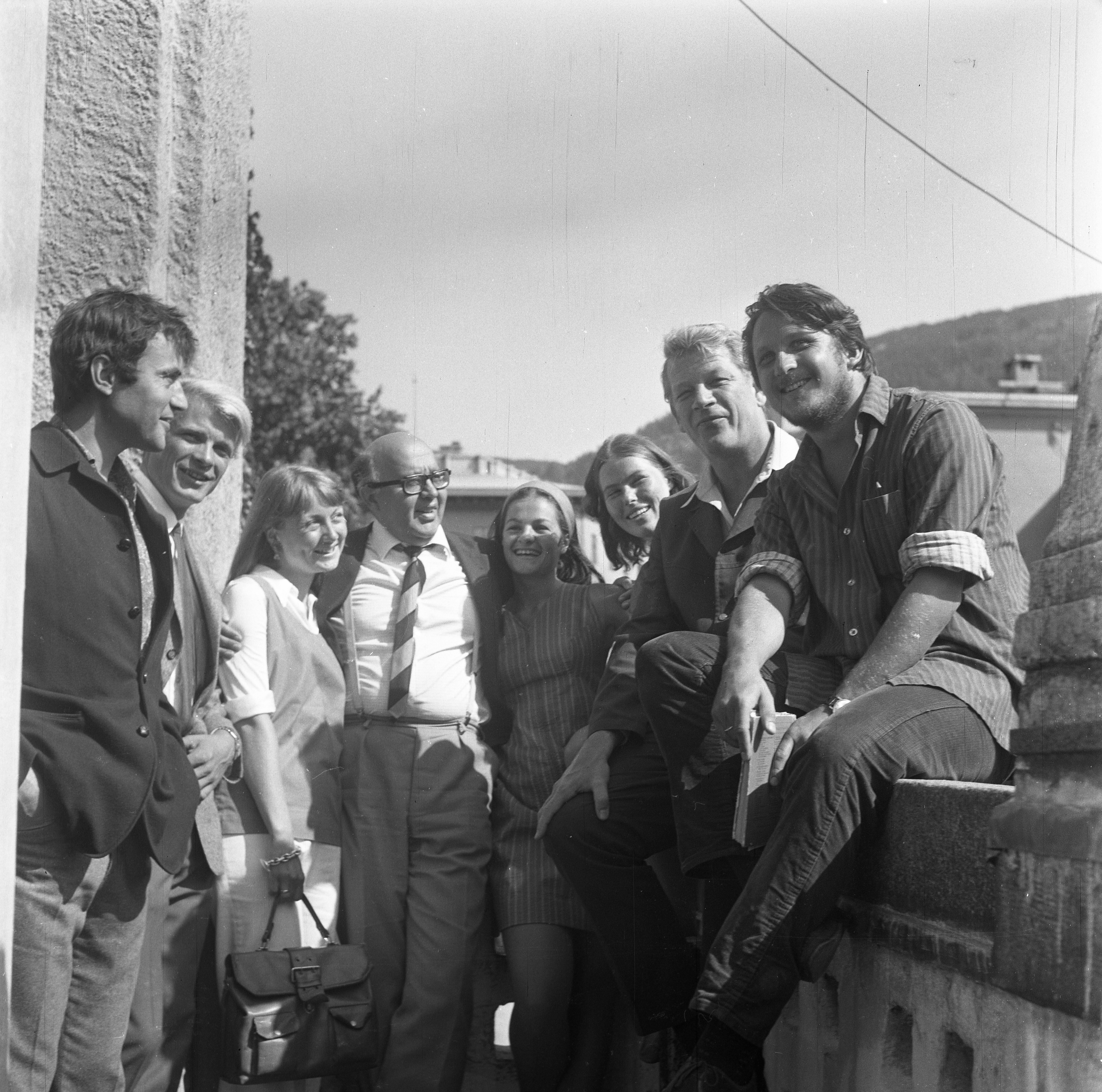
El director de teatro Knut Thomassen presenta nuevos actores en 1969.

Después de la guerra, regresó a casa y retomó su carrera como actor y sus estudios de filología. Permaneció como actor en el mismo teatro hasta 1950, solo interrumpido por estudios en el extranjero. Durante una estancia de seis meses en Italia, profundizó en la historia del arte, y más tarde se trasladó a Cambridge donde completó su tesis de maestría sobre la visión de Ben Jonson sobre los objetivos y métodos de la comedia. En el otoño de 1950, tuvo la oportunidad de trabajar como asistente de dirección cuando Det Nye Teater montó la comedia Elsker, elsker ikke del dramaturgo francés Jean Anouilh. A partir de entonces, fue activo como director en varios teatros noruegos hasta 1989.
Thomassen debutó en el escenario en el Det Nye Teater de Oslo en 1941. Fue director del Den Nationale Scene de 1967 a 1976. Participó activamente en el trabajo organizativo y presidió asociaciones teatrales nacionales y escandinavas durante muchos años. Fue condecorado como Caballero, Primera Clase de la Orden Real Noruega de San Olaf en 1976, y recibió el Premio Honorario Hedda en 1990.